# Río Beas (Jaén)
El río Beas es un río del sur de la península ibérica perteneciente a la cuenca hidrográfica del Guadalquivir que transcurre por la provincia de Jaén (España). 

## Curso
El Beas nace en el término municipal de Beas de Segura. Drena del montañoso sector oriental recogiendo a su paso tanto las aguas superficiales como las subterráneas de los frecuentes nacimientos acuáticos que posee. Tras su corto recorrido, llega a reunirse con las aguas del río Guadalimar.

## Fauna
Según un estudio del Ministerio de Agricultura, Alimentación y Medio Ambiente y la Universidad de Córdoba publicado en 2014, en el río Beas se detectaron ejemplares de la especie autóctona colmilleja.